# Šiva (kráter)
Kráter Šiva je domnělá impaktní struktura, identifikovaná v 90. letech 20. století americkým paleontologem indického původu Sankarem Chatterjeem na dně Indického oceánu, jižně od Bombaje.

## Popis
Struktura měří 600 na 400 km a podle zřejmě nesprávného názoru Chatterjeeho se může jednat o gigantický meteoritický kráter, který byl vytvořen asteroidem nebo kometou s průměrem kolem 40 km. Vznikl na konci druhohor, asi před 66 miliony let. Tato událost by tak nepochybně přispěla také k vyhynutí dinosaurů v rámci hromadného vymírání na konci křídy. Ve skutečnosti se ale nejspíš jedná o strukturu vzniklou tektonickými pochody a kryovulkanismem.
Kráter byl pojmenován podle hinduistického boha pomsty a ničení Šivy.